# Lee Sweatt
Pour les articles homonymes, voir Sweatt.
Walter Lee Sweatt (né le 13 août 1985 à Elburn, Illinois aux États-Unis) est un joueur professionnel américain de hockey sur glace. Lee est le frère de Billy Sweatt.

## Carrière de joueur
Après quatre saisons avec les Tigers de Colorado College, il se joint au Rampage de San Antonio de la Ligue américaine de hockey au terme de la saison 2006-2007.
Il va ensuite jouer une saison en Finlande avec le TPS Turku avant d'entreprendre la présente saison avec le EC Red Bull Salzbourg du Championnat d'Autriche de hockey sur glace. Le 26 janvier 2011, il joue son premier match dans la Ligue nationale de hockey avec les Canucks de Vancouver. Il y marque son premier but, celui de la victoire face aux Predators de Nashville.

## Trophées et honneurs personnels

### SM-liiga
- 2010 : remporte le trophée Pekka-Rautakallio.

## Statistiques
| Saison    | Équipe                     | Ligue    |    | Saison régulière | Saison régulière | Saison régulière | Saison régulière | Saison régulière |   | Séries éliminatoires | Séries éliminatoires | Séries éliminatoires | Séries éliminatoires | Séries éliminatoires |
| Saison    | Équipe                     | Ligue    | PJ | B                | A                | Pts              | Pun              | PJ               | B | A                    | Pts                  | Pun                  |                      |                      |
| 2002-2003 | Steel de Chicago           | USHL     | 58 | 6                | 9                | 15               | 25               | -                | - | -                    | -                    | -                    |                      |                      |
| 2003-2004 | Tigers de Colorado College | NCAA     | 37 | 4                | 12               | 16               | 20               | -                | - | -                    | -                    | -                    |                      |                      |
| 2004-2005 | Tigers de Colorado College | NCAA     | 41 | 3                | 24               | 27               | 34               | -                | - | -                    | -                    | -                    |                      |                      |
| 2005-2006 | Tigers de Colorado College | NCAA     | 41 | 5                | 16               | 21               | 36               | -                | - | -                    | -                    | -                    |                      |                      |
| 2006-2007 | Tigers de Colorado College | NCAA     | 37 | 9                | 15               | 24               | 51               | -                | - | -                    | -                    | -                    |                      |                      |
| 2006-2007 | Rampage de San Antonio     | LAH      | 11 | 0                | 1                | 1                | 8                | -                | - | -                    | -                    | -                    |                      |                      |
| 2007-2008 | TPS Turku                  | SM-liiga | 56 | 15               | 18               | 33               | 42               | 2                | 0 | 0                    | 0                    | 2                    |                      |                      |
| 2008-2009 | EC Red Bull Salzbourg      | EBEL     | 64 | 12               | 30               | 42               | 113              | -                | - | -                    | -                    | -                    |                      |                      |
| 2009-2010 | Dinamo Riga                | KHL      | 37 | 2                | 5                | 7                | 18               | -                | - | -                    | -                    | -                    |                      |                      |
| 2009-2010 | TPS Turku                  | SM-liiga | 21 | 9                | 7                | 16               | 8                | 15               | 7 | 6                    | 13                   | 8                    |                      |                      |
| 2010-2011 | Moose du Manitoba          | LAH      | 41 | 5                | 9                | 14               | 18               | -                | - | -                    | -                    | -                    |                      |                      |
| 2010-2011 | Canucks de Vancouver       | LNH      | 3  | 1                | 1                | 2                | 2                | -                | - | -                    | -                    | -                    |                      |                      |

## Roller Hockey

### Carrière de joueur
Il participa en 2008 au Championnat du monde de roller in line hockey s'alignant pour les États-Unis. Il fut nommé meilleur défenseur du tournoi alors qu'il aida son équipe à remporter la médaille de bronze.

### En équipe nationale
| Année | Équipe     | Compétition                  | PJ | B | A | PTS | PUN | Résultat           |
| 2008  | États-Unis | Championnat du monde in line | 6  | 4 | 4 | 8   | 1.5 | Médaille de bronze |
| 2009  | États-Unis | Championnat du monde in line | 6  | 5 | 2 | 7   | 0   | Médaille d'argent  |